# Analytisk geometri
Analytisk geometri  er en gren af geometrien, hvor algebraiske metoder, specielt fra lineær algebra, anvendes til at løse geometriske problemer. 
Som grundlægger af den analytiske geometri regnes René Descartes med Discours de la méthode (1637).